# Pateramyces corrientinensis
Pateramyces corrientinensis är en svampart som beskrevs av Letcher 2008. Pateramyces corrientinensis ingår i släktet Pateramyces och familjen Pateramycetaceae.   Inga underarter finns listade i Catalogue of Life.